# 訃報 1986年5月
訃報 1986年5月（ふほう 1986ねん5がつ）では、1986年（昭和61年）5月中に物故した、又は物故が報じられた人物についてまとめる。

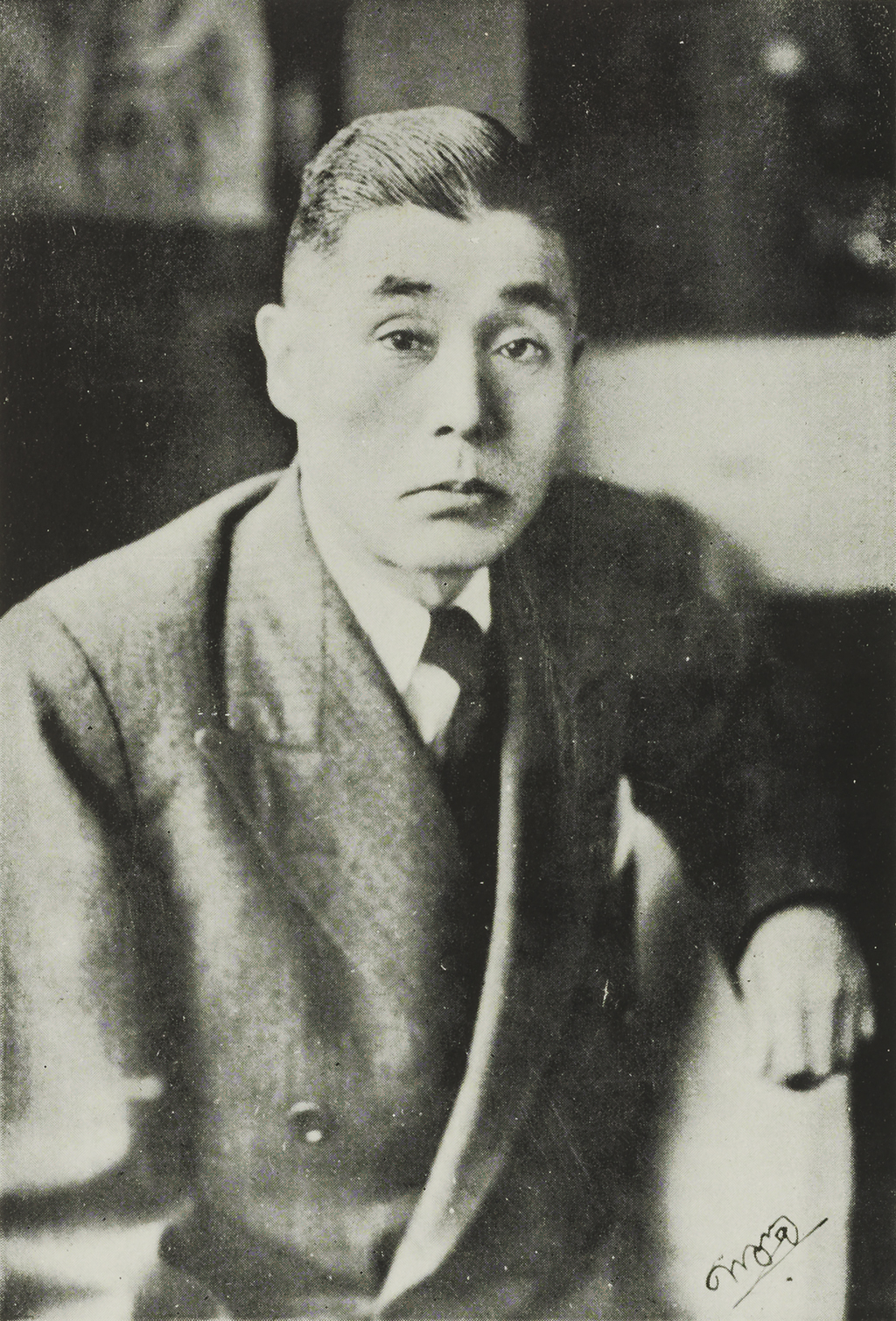
前田久吉 / 5月4日没

## （1日 - 15日）
- 5月2日 - ヘンリ・トイヴォネン、ラリードライバー（*1956年）
- 5月4日 - 前田久吉、実業家、産経新聞創業者、東京タワー創業者（* 1893年）
- 5月7日 - ヘルマ・サボー、フィギュアスケート選手（* 1902年）
- 5月9日 - テンジン・ノルゲイ、エベレスト山に初登頂したシェルパ（* 1914年）
- 5月13日 - 松本かつぢ、画家・漫画家（* 1904年）
- 5月13日 - 小山田宗徳、俳優・声優（* 1927年）
- 5月14日 - 手塚粲、写真家（* 1900年）
- 5月15日 - エリオ・デ・アンジェリス、F1ドライバー（* 1958年）

## （16日 - 31日）
- 5月16日 - 三保敬太郎、作曲家（* 1934年）
- 5月17日 - リュドミラ・パホモワ、フィギュアスケート選手（* 1946年）
- 5月19日 - 藤野節子、女優（* 1928年）
- 5月22日 - 熊谷久虎、映画監督（* 1904年）
- 5月28日 - ルリーン・タトル、女優（* 1907年）
- 5月28日 - テイラー・ドゥーシット、メジャーリーガー（* 1901年）